# Jeffrén Suárez
Jeffrén Isaac Suárez Bermúdez (ur. 20 stycznia 1988 w Ciudad Bolívar) – wenezuelski piłkarz hiszpańskiego pochodzenia, który występował na pozycji napastnika. W latach 2015–2016 reprezentant Wenezueli.
Wychowanek FC Barcelony. W swojej karierze występował również m.in. w takich klubach jak: Sporting CP, Real Valladolid, KAS Eupen czy Grasshopper Club Zürich.

## Kariera klubowa
Jeffrén karierę piłkarską zaczynał w CD Tenerife, a w 2004 roku trafił do FC Barcelona. W latach 2004–2006 występował w zespole FC Barcelona B, a w 2008 roku został włączony do pierwszego zespołu.
W towarzyskich meczach przygotowujących Barcelonę do sezonu 2008/2009 zdobył dwa gole – w meczu z Fiorentiną i New York Red Bulls. 17 maja 2009 roku zadebiutował w Primera División w przegranym 2:1 wyjazdowym spotkaniu z RCD Mallorca. W sezonie 2008/2009 Jeffrén rozegrał łącznie dwa spotkania, obydwa w lidze.
W czasie przedsezonowych spotkań latem 2009 roku Jeffrén zdobył bramki w meczach z Al-Ahly, Los Angeles Galaxy i Seattle Sounders. 19 grudnia 2009 roku wystąpił w finale klubowych mistrzostw świata, wchodząc z ławki rezerwowych w 82 minucie meczu z Estudiantes La Plata za Thierry’ego Henry’ego.
Kilka dni później doznał kontuzji w meczu towarzyskim z zespołem Kazma Sporting. 10 lutego 2010 roku podpisał nowy, dwuletni kontrakt z Barceloną. Klauzula wykupu piłkarza wynosi 10 milionów euro. Cztery dni później Jeffrén wystąpił po raz pierwszy w meczu ligowym po odniesieniu kontuzji. Zagrał w meczu z Atlético Madryt.
3 kwietnia 2010 roku zdobył pierwsza bramkę w pierwszym zespole przeciwko Athletic Bilbao; Jeffren wpisał się na listę strzelców w 27 minucie spotkania a Barcelona wygrała ten mecz 4:1.